# Брайтонский леденец (роман)
Брайтонский леденец (англ. Brighton Rock) — роман Грэма Грина, опубликованный в 1938 году. Входит в «100 лучших детективных романов всех времен». Книга была экранизирована два раза в 1947 и 2010 году. «Брайтонский леденец» — триллер о 30-х годах в Брайтоне.

## Сюжет
Непростая история ненавидящего весь белый свет уличного мальчишки Пинки Брауна, главаря молодежной шайки Брайтона. Пинки вызывающе порочен и осмеливается подвергать сомнениям моральные нормы общества.